# Franz von Galen
Franz Joseph Emanuel Augustinus Antonius Hubertus Maria Graf von Galen (* 11. Dezember 1879 auf Burg Dinklage; † 9. Oktober 1961 auf Schloss Darfeld) war ein deutscher Gutsverwalter und Politiker der Zentrumspartei.

## Familie
Franz von Galen stammte aus der münsterländischen Familie von Galen. Die Eltern waren Ferdinand Heribert und Elisabeth von Galen (geb. von Spee). Eines seiner zahlreichen Geschwister war Kardinal Clemens August von Galen. Er selbst heiratete 1907 Antonia von Weichs zur Wenne (1885–1973). Mit ihr hatte er zehn Kinder.

## Leben
Den ersten Unterricht erhielt Franz durch einen Hauslehrer. Zusammen mit seinem Bruder Clemens August und seinem Cousin Emanuel besuchte er ab 1890 das Jesuiteninternat in Feldkirch. Das Abitur legten Franz und Clemens August von Galen 1896 in Vechta ab. Franz von Galen studierte 1897 Philosophie in Freiburg im Üechtland. Unmittelbar danach besuchte er eine Forstakademie. Im Anschluss daran diente er im preußischen Militär. Er trat als Fahnenjunker in das Westfälische Jäger-Bataillon Nr. 7 in Bückeburg ein. In der Folge diente er in Münster, Berlin, Hannover und erneut in Münster. Während des Ersten Weltkrieges kommandierte er an der Westfront eine Schwadron. Zuletzt war er im Großen Generalstab tätig. Sein letzter Dienstrang war der eines Majors. Eine Karriere in der Reichswehr der Weimarer Republik war ihm verwehrt, da der Versailler Vertrag dem Deutschen Reich lediglich ein Berufsheer mit maximal 100.000 Soldaten zugestand. 
Nach dem Ersten Weltkrieg übernahm Franz von Galen auf Burg Dinklage die Position eines Gutsverwalters und eines Vormunds des anfangs zwölf Jahre alten Christoph-Bernhard von Galen ein. Der Historiker Ludger Seelhorst beschreibt den Wohnsitzwechsel mit den Worten: „Franz von Galen […] zog mit seiner Familie zu seiner Mutter in seine geliebte Burg Dinklage.“ Seine Mutter verstarb dort 1922. Nachdem Christoph Bernhard von Galen volljährig geworden war, wurde Franz von Galen arbeitslos und lebte daher zunächst mit seiner Familie in bescheidenen Verhältnissen in Münster. Horst Conrad zufolge hatte Franz von Galen noch 1920 beteuert, „dass die nachgeborenen Söhne stets von den Familienoberhäuptern bestens versorgt worden seien“. Noch für die Zeit nach 1930, nach seinem Antritt als Gutsverwalter auf Gut Merfeld, bescheinigt Joachim Kuropka Franz von Galen eine „schwache materielle Grundlage“ seines Wirkens als einer Persönlichkeit, die als „Politiker mit ernstzunehmenden Ansichten und als bewusster und bekennender Laienkatholik mit besten Verbindungen im Adel und zum höheren Klerus“ wahrgenommen worden sei.
Während der Zeit der Weimarer Republik war Franz von Galen (von 1924 bis 1929) Vorsitzender des Vereins des katholischen Adels Rheinland und Westfalen. Aus dem Verein trat er 1928 aus, weil in ihm Deutschnationalen und Nationalsozialisten Zuneigende immer weitere Zustimmung erlangten.
Bei der Verkündung der Weimarer Reichsverfassung hatte Reichspräsident Friedrich Ebert (SPD) erklärt, dass die Staatsgewalt nunmehr vom Volke ausgehe und dass damit alle gottgewollten Abhängigkeiten in Deutschland aufhörten. Diese Aussage hatten die im „Verein der katholischen Edelleute“ Organisierten, darunter ausdrücklich auch Clemens-August und Franz von Galen, als „Kriegserklärung an die Ziele des Vereins“ bewertet.
Franz von Galen setzte auf die Belebung katholischer und konservativer Werte und stand der demokratischen Republik zwar kritisch gegenüber, ohne aber – anders als sein Cousin Emanuel – seine prinzipielle Loyalität zur Zentrumspartei als „Katholikenpartei“ aufzukündigen. Josephine von Weyhe zufolge wird an dieser Haltung der Konflikt deutlich, der nach dem Verlust realer Macht in Politik und Gesellschaft und teilweise auch der ökonomischen Grundlagen des katholischen Adels ab 1919 letztlich zur Bildung von zwei Fraktionen, nämlich den Zentrumstreuen und den „Rechtskatholiken“, geführt habe.
Bereits im Jahr 1923 hatte Franz von Galen das Treffen der westfälischen Aristokratie geleitet. Sein Bruder Clemens August Graf von Galen nahm teil, ebenso unter anderem Martin Spahn und Franz von Papen. Das Protokoll fasste die Ansichten der Teilnehmer zur Judenfrage zusammen. Danach wurden die Anschuldigungen der Protokolle der Weisen von Zion aufgrund ihrer „inneren Wahrheit“ als plausibel erachtet, die Assimilation von Judentum und Deutschtum wurde als unmöglich angesehen. Der Kampf gegen das Judentum widerspreche nicht den katholischen Prinzipien, denn „Seit Christi Tod sind die Juden das verworfene Volk, die Geißel Gottes, die Hauptvertreter des Materialismus, der Zersetzung, des Antichristentums.“
Seine politische Grundhaltung offenbarte Franz von Galen in einer Wahlkampfrede am 21. April 1932 in Warendorf. Für ihn sei „Gott […] der Herr aller Dinge. Auch die Politik hat sich Gott zu unterwerfen. Alle Ordnung soll nach Gottes Willen gestaltet werden. Meine Weisheit steht im Kleinen Katechismus […]. Jede kleine Frage der Politik lässt sich auf dieses kleine Buch zurückführen“. Joachim Kuropka kommentiert diese Haltung mit den Worten: „Heute könnte mancher geneigt sein, dies als ,fundamentalistisch' anzusehen. Die entscheidende Frage dabei ist jedoch, welches dann die ,Fundamente' des religiös motivierten öffentlichen Handelns sind. Völlig unabdingbar gehörten dazu Würde und Rechte jedes Menschen. Legte man dieses Raster auf die Extremisten von Rechts und Links an, so konnte nicht übersehen werden, wohin deren Politik führen würde. Dem ‚heidnischen Kollektivismus Lenin'scher Prägung‘ auf der einen entsprach auf der anderen Seite des politischen Spektrums der ‚Kollektivismus Hitler'scher Prägung, der ebenso heidnisch und grundsätzlich der christlichen Staatsidee entgegengesetzt ist wie der Bolschewismus‘, so Franz von Galen Ende Februar 1932. In der Tat, entscheidend für die Zukunft waren ‚geistige Belange‘.“, meint Kuropka.
Seit 1930 lebte Franz von Galen als Gutsverwalter in Haus Merfeld, das unmittelbar zuvor Franz von Papen bewohnt hatte. Das Gut ist seit 1836 Eigentum der Familie des westfälischen Astes der Herzöge von Croÿ. Nach der Zerstörung ihrer Residenz, des Schlosses Dülmen, im Jahr 1945 zogen sie nach Haus Merfeld um. Die Funktion als Verwalter des Guts Merfeld übte Franz von Galen bis 1953 aus. Als Mitglied der Zentrumspartei mit aktuellem Wohnsitz in der preußischen Provinz Westfalen gehörte er von 1932 bis 1933 dem preußischen Landtag an. Er war der einzige Zentrumsabgeordnete, der dem Ermächtigungsgesetz im Landtag nicht zustimmen wollte und daher sein Mandat niederlegte. Bis zur Selbstauflösung des Zentrums war er ab Mai 1933 neben Heinrich Brüning als Vorsitzendem für einige Monate einer der stellvertretenden Vorsitzenden der Partei.
Ab der Mitte der 1920er Jahre war Franz von Galen auch kommunalpolitisch aktiv. Er gehörte als Vertreter der Zentrumspartei der Münsterschen Stadtverordnetenversammlung an, nach seinem Wohnsitzwechsel dem Rat der Gemeinde Merfeld. 
Am Ende der Weimarer Republik und in den ersten Jahren der nationalsozialistischen Herrschaft war Franz von Galen enger Berater seines Bruders Clemens August. Bei einem Autounfall 1934 wurde er schwer verletzt. Im Jahr 1939 weigerte er sich, der NS-Volkswohlfahrt beizutreten – mit dem Hinweis, er sei seit langem Mitglied der katholischen Caritas. Im Zusammenhang mit der Aktion Gitter wurde er 1944 festgenommen. Er saß zunächst im Polizeigefängnis Coesfeld ein. Wegen einer Erkrankung wurde er in ein Krankenhaus eingeliefert. Von dort aus wurde er in das KZ Sachsenhausen gebracht, wo er bis Kriegsende inhaftiert war.
Nach dem Zweiten Weltkrieg sprach sich Franz von Galen für die Gründung der CDU aus und unterstützte die Partei im Vorfeld der Kommunalwahlen vom 13. Oktober 1946 in Nordrhein-Westfalen, indem er im Wahlkampf öffentlich bekannte: „Ich wähle die CDU.“
Seine letzten Jahre verbrachte Franz von Galen nach seinem Ausscheiden als Gutsverwalter in Merfeld auf Schloss Darfeld, das zu dieser Zeit Clemens Heidenreich Droste zu Vischering gehörte, dem Ehemann seiner Tante Helene von Galen (Geburtsname).
In einem Interview mit der Zeitung Kirche+Leben referierte 2021 der Kirchenhistoriker Hubert Wolf eine weit verbreitete Meinung über das Leben Franz von Galens im Nachkriegsdeutschland: Clemens August von Galen sei durch seinen frühen Tod „erspart geblieben […], was sein Bruder Franz 20 Jahre lang erleben musste – nämlich nicht richtig anzukommen in der neuen Situation des Nachkriegsdeutschlands.“